# Abaffy Erzsébet
Abaffy Erzsébet (E. Abaffy Erzsébet, Egriné Abaffy Erzsébet, Egri Péterné) (Budapest, 1928. március 11. – 2023. február 19.  magyar nyelvész, nyelvtörténész, szerkesztő.

## Életpályája
Édesapja Abaffy Gyula evangélikus lelkész (1893–1960), édesanyja Csák Erzsébet (1902–1973). Testvérei Abaffy Gyula evangélikus lelkész (1921–1989), Abaffy Károly vegyész (1930–1995), Abaffy László gépészmérnök (1932–2001), Sokoray Zsoltné dr. Abaffy Márta pszichológus (1935–), dr. Abaffy József matematikus (1943–), Novotny Gergelyné dr. Abaffy Csilla könyvtáros (1945–).
A békési Szegedi Kiss István Gimnáziumban érettségizett 1946-ban, majd 1951-ben a Debreceni Tudományegyetemen szerzett magyar–latin szakos tanári diplomát. Másodéves korától díjtalan gyakornok a Bárczi Géza vezette Magyar Nyelvtörténeti és Nyelvjárástani Tanszéken. Bárczi professzor közbenjárására az MTA-tól kapott havi juttatást. A Bárczi-tanszéket a komoly munkamorál és a családias légkör jellemezte. Amikor Bárczi Gézát Budapestre helyezték, ő ragaszkodott ahhoz, hogy tanszéke tagjait is magával vihesse. Így alakult meg 1952-ben az ELTE Bölcsészettudományi Karán a II. sz. Magyar Nyelvtörténeti és Nyelvjárástani Tanszék Bárczi Géza vezetésével és tanítványaival: Deákné Bartha Katalinnal, Pappné Hidvégi Andreával és Abaffy Erzsébettel. Mindhárman mesterük haláláig legszűkebb baráti köréhez tartoztak.
Abaffy 1952-től kezdődően előbb tanársegéd, majd adjunktus, 1967–87 közt docens, 1987-től egyetemi tanár, 1988-tól professor emerita.
A nyelvtudomány kandidátusa (1962), a nyelvtudományok doktora (DSc) (1985).
1990-ben az MTA Nyelvtudományi Bizottságának társelnöke. Tagja a  TMB Nyelvtudományi Szakbizottságának, az OTKA nyelvészeti szekciójának, a Magyar Felsőoktatási Akkreditációs Bizottságnak. A Nyelvtudományi Értekezések sorozatszerkesztője. A Régi Magyar Kódexek és A Magyar Nyelvtörténet Forrásai c. sorozatok egyik irányítója.
Tagja a Magyar Tudományos Akadémia Nyelvtudományi Bizottságának; szakterülete a magyar nyelvtörténet
Férje dr. Egri Péter irodalomtörténész volt.

## Munkái
- Író és nyomdász viszonya a XVI. században, 1953
- Balassi Zsigmond: Lovak orvossága, szövegkiad., 1957
- Sopron megye nyelve a XVI. században, 1965
- Szöveggyűjtemény a nyelvészeti kötelező irodalom területéről I–II., összeáll., 1965
- Dunántúli missilisek a XVI. századból, szövegkiad., 1968
- XVI. századi nyugat-dunántúli missilisek helyesírásáról, 1969
- Magyar nyelvtörténet. Tanulmánygyűjtemény I–II., 1976
- Bárczi Géza: A Halotti beszéd nyelvtörténeti elemzése, s. a. r., szerk. [N. Abaffy Csillával], 1982
- Török Bálint deákjának, Martonfalvay Imrének naplótöredéke (1555) és emlékirata (1585), kiad. [Kozocsa Sándorral], 1986
- Bárczi Géza: A magyar igeragozás története, szerk., s. a. r. [N. Abaffy Csillával], 1990
- Magyar nyelvű kortársi feljegyzések Erdély múltjából. Szamosközy István történetíró kézirata [szerk. Hegedűs Attila, Papp Lajos], kiad., 1991
- Az ősmagyar fonémarendszer történetéhez, 1991
- Bárczi Géza és a magyar hangtörténet, 1991
- Középkori leveleink 1541-ig, szerk. [Hegedűs Attilával, Papp Lajossal], 1991
- A magyar nyelv történeti nyelvtana I. köt. A korai ómagyar kor és előzményei [Rácz Endrével], 1991; II/1. köt. A kései ómagyar kor morfematika, 1992
- Lázár Zelma-kódex. A XVI. század eleji nyelvemlék hasonmása és betűhű átirata bevezetéssel és jegyzetekkel [N. Abaffy Csillával és Madas Edittel], 1992
- Székelyudvarhelyi kódex 1526–1528. A nyelvemlék hasonmás és betűhű átirata, s. a. r. [N. Abaffy Csillával], 1993
- Bárczi Géza-emlékkönyv születésének 100. évfordulója alkalmából, szerk. [Szathmári Istvánnal, B. Lőrinczy Évával], 1994
- Pozsonyi kódex, 1520. A nyelvemlék hasonmása és betűhű átirata bevezetéssel és jegyzetekkel; bev., jegyz. Abaffy Csilla, Abaffy Erzsébet, Madas Edit; Pharma Press–MNYT, Bp., 2004 (Régi magyar kódexek)

## Díjak, kitüntetések
- Révai Miklós-emlékérem (1995) Magyar Nyelvtudományi Társaság[4]
- Akadémiai Díj (1999)
- Eötvös József-koszorú (1999)[5]
- Déry Tibor-díj (2003)[6]